# Абрагам Меррітт
Абрагам Грейс Меррітт (англ. Abraham Grace Merritt, 20 січня 1884 — 21 серпня 1943) — американський письменник, журналіст і редактор.
Твори Абрагама Меррітта, написані зазвичай в жанрі фантастики про загублені цивілізації або містичного детективу, користувалися величезною популярністю і мали значний вплив на багатьох письменників — в тому числі, на Говарда Лавкрафта, Джека Вільямсона, Фріца Лайбера, Лайона Спрег де Кампа, Рея Бредбері та інших.

## Біографія
Абрагам Меррітт народився в Беверлі, штат Нью-Джерсі, 20 січня 1884. Його батько, Вільям Генрі Меррітт, був архітектором, а мати, Іда Прісцилла Бак — внучатою племінницею Джеймса Фенімора Купера.
Закінчивши школу, Меррітт вступив до юридичного коледжу, однак після раптової смерті батька йому довелося покинути навчання, щоб годувати сім'ю. Він працював репортером для декількох філадельфійських газет — в основному для «Philadelphia Inquirer». У 1903 році подорожував Центральною Америкою, займався археологією, етнографією. У 1911 році він був вже черговим редактором, а в 1912 році його запросили в тижневик «American Weekly» помічником головного редактора Морра Годдарда, якого він замінив у кріслі редактора у 1937 році.
Літературна творчість була для Меррітта одним із видів відпочинку від журналістської роботи, що не завадило йому стати одним з найпопулярніших авторів пригодницької фантастики 1920-1930-х років.
Меррітт дебютував як фантаст оповіданням «Крізь драконівське Скло» («Through the Dragon Glass», авторський варіант назви — «Thru the Dragon Glass») в журналі «All-Story» (номер від 24 листопада 1917 року). Перша (і відразу досить гучна) популярність приходить до нього після публікації роману «Місячна заплава» («The Moon Pool») в «All-Story» (номер від 22 червня 1918 року), яка стала одним з архетипових творів про зіткнення людини з тінями забутого минулого. повість була продовжена романом «Завоювання Місячної заплави» («The Conquest of the Moon Pool», опублікованим в номерах «All-Story» з 15 лютого по 22 березня 1919 року), і згодом в усіх книжкових виданнях вони публікувалися як єдине ціле під назвою «Місячна заплава». Перше з книжкових видань з'явилося в тому ж 1919 році, і з його приводу рецензент газети «New York Times» писав: «Якщо це, як зазначено на титулі, дійсно дебютний роман, то ми присутні при народженні автора, обдарованого надзвичайним (дехто, можливо, визнає його досі небаченим) багатством уяви».
Роман оповідає про те, як невелика наукова експедиція під керівництвом доктора Гудвіна виявила на одному з Каролінських островів давню споруду і необережно потривожила його таємничого мешканця. Повторна експедиція в ті ж місця потрапляє через портал Місячної Заводі у величезний підземний світ, що утворився після того, як Місяць відколовся від Землі. У цьому світі співіснують кілька цивілізацій — як людських, так і набагато древніших.
У наступному романі Меррітта — «Металеве чудовисько» («The Metal Monster», опублікований в номерах «Argosy All-Story» з 7 по 28 серпня 1920 ріка) доктор Гудвін досліджує недоступний район Гімалаїв і стикається з явними проявами колективної свідомості у загадкових металевих істот, які мають форму кубів, куль і конусів і здатні вільно пересуватися в просторі і збиратися у величезні живі механізми.
8 вересня 1923 року «Argosy All-Story» друкує цілком в одному номері повість Меррітта «Лик в безодні» («The Face in the Abyss»). Цього разу автор відправляє свого героя Ніколаса Грейдона в компанії авантюристів на пошуки захованих скарбів інків в перуанські Анди. Там вони виявляють анклав древньої раси Ю-Атланчі (прозорий натяк на Атлантиду), що зберігає пізнання давнини. Значно пізніше Меррітт написав спеціально для Хьюго Гернсбека і його журналу «Wonder Stories» продовження — роман «Мати-Змія» («The Snake Mother»), але редакція «Argosy» нагадала Меррітту, що за контрактом він зобов'язаний запропонувати продовження «Лика в безодні» спочатку їм. Само собою, новий роман був тут же прийнятий і опублікований (в номерах з 25 жовтня по 6 грудня 1930 ріка).
Містично-пригодницький роман Меррітта «Корабель Іштар» («The Ship of Ishtar») був опублікований в «Argosy All-Story» з 8 листопада по 13 грудня 1924 року. Герой роману, Джон Кентон, випадково відкриває в стародавньому камені античну модель корабля, яка виявляється магічним артефактом і перекидає Кентона в дивний світ поза часом і простором, на проклятий богами корабель, де відбувається нескінченна битва вавилонських богів — Іштар і Нергала.
У детективно-пригодницькому романі «Сім слідів на шляху до Сатани» («Seven Footprints to Satan», в російських перекладах часто називається «Сім кроків до Сатани») («Argosy All-Story», 2 липня — 1 серпня 1927) дослідник і авантюрист Джеймс Кіркхем (до речі, прямий літературний попередник Індіани Джонса) стає полоненим загадкового чоловіка, який, здається, володіє практично необмеженим багатством та безмежною владою. Ця людина називає себе Сатаною. Він — геній, чий інтелект порівнянний з інтелектом найвидатніших учених. Сатана пропонує Кіркхему зіграти з ним в гру, ставкою Кіркхема в якій, залежно від результату, буде його життя або свобода, а ставкою Сатани — місце для Кіркхема поруч з ним, таємним правителем світу.
Цей роман став першим екранізованим твором Меррітта — в 1929 році вийшов фільм «Сім слідів на шляху до Сатани». Режисер Бенджамін Крістенсен зняв за мотивами роману детективний фарс, який мало що залишив від літературного першоджерела, і значного успіху фільм не мав.
У 1932-му було опубліковано роман «Мешканці міражу» («The Dwellers in the Mirage» — «Argosy», з 23 січня по 27 лютого), останній з романів Меррітта про «загублені цивілізації». Цього разу автор спробував не просто «заслати» сучасну людину в «загублений світ», але й зв'язати її з цим світом незруйновними узами. Лейф Ленгдон несе в собі пробуджену стародавнім ритуалом пам'ять і душу великого героя Двайану, і постійний внутрішній поєдинок Лейфа з Двайану призводить до катастрофічних наслідків для залишків колись могутньої раси.
У тому ж році був виданий детективно-містичний роман «Гори, відьмо, гори!» («Burn, Witch, Burn!», «Argosy», 22 жовтня — 26 листопада, російською видавався також під назвою «Диявольські ляльки мадам Менділіпп») — можливо, один з найкращих зразків фантастики жахів у стилі епохи «гангстерських воєн». Роман починається з візиту глави гангстерського синдикату до лікаря Лоуела, нейрохірурга. Ціла низка дивних смертей виявляється страшним слідом відьми, що влаштувалася в місті, створює зменшені копії живих людей і переселяє в них душі оригіналів. Лоуел і Рікора починають таємну війну з моторошними ляльками та їхнім творцем.
За мотивами цього роману був поставлений фільм Тода Броунінга «Диявольська лялька» («The Devil-Doll», 1936).
Другий роман дилогії, «Повзи, тінь!» («Creep, Shadow!», «Argosy», 8 вересня — 13 жовтня 1934), зроблений у більш міфологічному ключі. Стародавня ірландська легенда про місто Іс немов відображення міражу на поверхні води виникає в реаліях Америки 1930-х років. Гіпнотизерові вдається пробудити в сучасній дівчині спадкову пам'ять Дахут, королеви-чарівниці, і неподалік від Нью-Йорка починає поволі відроджуватися древній і кривавий магічний культ.
В останні роки життя Меррітт був цілком зайнятий редакційною роботою і нових великих творів не публікував.
21 серпня 1943а Абрагам Меррітт помер від серцевого нападу в своєму літньому маєтку в Індіан-Рок, Флорида.
Після його смерті художник і письменник Ганнес Бок дописав кілька творів за рештою чернеток і робочих матеріалів Меррітта.

### Цикли творів
- Доктор Гудвін/Dr Goodwin
- 1919 — Місячна заплава (Місячний басейн)[2]/The Moon Pool
- 1920 — Живий метал (Металевий монстр)/The Metal Monster
- Доктор Лоуелл/Dr Lowell
- 1933 — Гори, відьмо, гори (Диявольські ляльки мадам Менделіпп)/Burn, Witch, Burn!
- 1934 — Повзи, тінь, повзи/Creep, Shadow, Creep!
- Лік в безодні
- 1931 — Лик в безодні/The Face in the Abyss
- 1940 — Мати-змія/The Snake Mother

### Романи[3]
- 1924 — Корабель Іштар/The Ship of Ishtar
- 1928 — Сім кроків до Сатани (Сатанинські гри)/Seven Footprints to Satan
- 1932 — Мешканці міражу (Жителі міражу)/Dwellers in the Mirage
- 1947 — Чорне колесо/The Black Wheel//Співавтор: Ханнес Бок
- 1948 — Rhythm of the Spheres

### Повісті та оповідання
- 1917 — Через драконівське скло/Through the Dragon Glass
- 1918 — Плем'я з безодні (Мешканці безодні)/The People of the Pit
- 1919 — Три рядки старофранцузькою/Three Lines of Old French
- 1920 — The Whelming of Cherkis
- 1926 — Лісова жінка/The Woman of the Wood
- 1934 — Трутень/The Drone
- 1934 — Останній поет і роботи/The Last Poet and the Robots
- 1934 — The White Road
- 1935 — The Challenge from Beyond//Співавтори: Кетрін Люсіль Мур, Говард Лавкрафт, Роберт Ірвін Говард, Френк Лонг
- 1946 — Жінка-лисиця/The Fox Woman
- 1948 — Коли пробуджуються древні боги/When Old Gods Wake

## Українські переклади
Абрахам Мерріт «Гори, відьмо, гори! Повзи, тінь, повзи!»: Видавництво Жупанського (серія «Майстри готичної прози»), 2018 Переклад з англійської Марта Сахно та Тетяна Кирилюк